# Lytechinus semituberculatus
Lytechinus semituberculatus is een zee-egel uit de familie Toxopneustidae.
De wetenschappelijke naam van de soort werd in 1846 gepubliceerd door Achille Valenciennes.